# Калиниченко Максим Сергійович
Макси́м Сергі́йович Калиниче́нко (нар. 26 січня 1979 року, Харків) — український футболіст, півзахисник. У минулому гравець збірної України.

## Футбольна кар'єра

### Клуб
Батько Максима був воротарем, який грав у футбол на обласному рівні. У дитинстві Калиниченко часто подавав батькові м'ячі з-за воріт. Закінчив харківську ДЮСШ № 7 та місцевий спортінтернат. На іграх чемпіонату України серед юнаків Калиниченка побачив В'ячеслав Грозний, який тоді очолив дніпропетровське «Дніпро». Півзахисник вже почав виходити у основному складі, але в клубі виникло непорозуміння й гравцям заборгували заробітну плату за 3 місяці. Калиниченко та кілька інших гравців вирішили залишити команду.
Отримавши пропозиції від «Кривбасу», московських ЦСКА і «Спартака». Максим вибрав «червоно-білих» після вмовлянь Грозного, який тоді був одним з тренерів «Спартака». Дебютував у московській команді 25 березня 2000 р. у домашній грі з «Аланією» (3:1). Прославився своїми ударами здалеку та зі штрафних. Попри багаторічні виступи у клубі півзахисник не показував стабільної гри через травми, які траплялися занадто часто.
Калиниченко ніяк не міг закріпитися в «основі» «Спартака» через проблеми зі спортивною кондицією, а остаточно ситуація стала зрозумілою після розгромної поразки 12 липня 2008 у дербі від ЦСКА — 1:5. Ветеранів Єгора Тітова і Максима Калиниченка спочатку відсторонили від головної команди і відправили грати за дублерів, а до серпня керівництво заявило про пошуки нових клубів для цих гравців.
8 серпня 2008 року Максим Калиниченко вийшов у стартовому складі українського «Дніпра» у домашній грі проти «Шахтаря» — 0:0. «Спартак» відпустив півзахисника без жодної грошової компенсації.
28 листопада 2009 року, в одному з матчів чемпіонату України, забив гол сухим листом при виконанні кутового удару.
На початку 2011 року переведений до дюблюючого складу команди. 1 червня того ж року термін його контракту з «Дніпром» добіг кінця.
15 червня 2011 підписав контракт з «Таврією» за схемою «2+1».
Наприкінці квітня 2014 угоду із «Таврією» розірвано за згодою сторін і Максим отримав статус вільного агента.

### Збірна
Перший матч у національній збірній України провів 17 травня 2002 року (Україна — Югославія — 2:0). Одним з небагатьох яскравих моментів у його спортивній біографії стала гра на німецькому мундіалі проти збірної Саудівської Аравії, де лівий атакувальний півзахисник не лише сам забив гол, а й віддав дві гольові передачі. Підсумок — упевнена перемога 4:0.
За досягнення високих спортивних результатів на чемпіонаті світу 2006 в Німеччині нагороджений орденом «За мужність» III ступеня.

## Футбольний експерт
Після завершення виступів за «Таврію» Калиниченко став експертом на українському телебаченні, зокрема у програмі «ПроФутбол» каналу 2+2.

## Тренерська кар'єра
28 грудня 2017 року увійшов до тренерського штабу житомирського «Полісся», де приступив до виконання обов'язків помічника головного тренера, на посаді якого працював до 21 серпня 2018 року.

## Титули
- Чемпіон Росії: 2000, 2001.
- Кубок Росії: 2003

| Дата       | Місто      | Господарі          | Результат               | Гості             | Турнір            | Голи | Примітки         |
| ---------- | ---------- | ------------------ | ----------------------- | ----------------- | ----------------- | ---- | ---------------- |
| 17/05/2002 | Москва     | Україна            | 2 – 0                   | Югославія         | товариський матч  | -    | Вийшов на 82'    |
| 19/05/2002 | Москва     | Україна            | 0 – 2                   | Білорусь          | товариський матч  | -    |                  |
| 21/08/2002 | Київ       | Україна            | 0 – 1                   | Іран              | товариський матч  | -    | Вийшов на 57'    |
| 12/10/2002 | Київ       | Україна            | 2 – 0                   | Греція            | Відбір до ЧЄ 2004 | -    |                  |
| 16/10/2002 | Белфаст    | Північна Ірландія  | 0 – 0                   | Україна           | Відбір до ЧЄ 2004 | -    | Замінений на 54' |
| 20/11/2002 | Братислава | Словаччина         | 1 – 1                   | Україна           | товариський матч  | -    | Вийшов на 70'    |
| 12/02/2003 | Ізмір      | Туреччина          | 0 – 0                   | Україна           | товариський матч  | -    | Вийшов на 88'    |
| 29/03/2003 | Київ       | Україна            | 2 – 2                   | Іспанія           | Відбір до ЧЄ 2004 | -    | Вийшов на 63'    |
| 02/04/2003 | Київ       | Україна            | 1 – 0                   | Латвія            | товариський матч  | 1    |                  |
| 30/04/2003 | Копенгаген | Данія              | 1 – 0                   | Україна           | товариський матч  | -    | Вийшов на 72'    |
| 07/06/2003 | Львів      | Україна            | 4 – 3                   | Вірменія          | Відбір до ЧЄ 2004 | -    | Вийшов на 67'    |
| 11/06/2003 | Афіни      | Греція             | 1 – 0                   | Україна           | Відбір до ЧЄ 2004 | -    | Вийшов на 89'    |
| 20/08/2003 | Донецьк    | Україна            | 0 – 2                   | Румунія           | товариський матч  | -    | Замінений на 46' |
| 31/03/2004 | Скоп'є     | Північна Македонія | 1 – 0                   | Україна           | товариський матч  | -    | Вийшов на 81'    |
| 28/04/2004 | Київ       | Україна            | 1 – 1                   | Словаччина        | товариський матч  | -    | Вийшов на 66'    |
| 15/08/2005 | Київ       | Україна            | 0 – 0 д.ч. (3 - 5 п.п.) | Ізраїль           | товариський матч  | -    | Замінений на 54' |
| 28/02/2006 | Баку       | Азербайджан        | 0 – 0                   | Україна           | товариський матч  | -    | Замінений на 77' |
| 28/05/2006 | Київ       | Україна            | 4 – 0                   | Коста-Рика        | товариський матч  | 1    |                  |
| 02/06/2006 | Лозанна    | Італія             | 0 – 0                   | Україна           | товариський матч  | -    | Замінений на 55' |
| 05/06/2006 | Госсау     | Україна            | 3 – 0                   | Лівія             | товариський матч  | -    |                  |
| 08/06/2006 | Люксембург | Люксембург         | 0 – 3                   | Україна           | товариський матч  | 1    | Вийшов на 63'    |
| 19/06/2006 | Гамбург    | Саудівська Аравія  | 0 – 4                   | Україна           | ЧС 2006           | 1    |                  |
| 23/06/2006 | Берлін     | Україна            | 1 – 0                   | Туніс             | ЧС 2006           | -    | Замінений на 75' |
| 26/06/2006 | Кельн      | Швейцарія          | 0 – 0 д.ч. (0 - 3 п.п.) | Україна           | ЧС 2006           | -    | Замінений на 75' |
| 30/06/2006 | Гамбург    | Італія             | 3 – 0                   | Україна           | ЧС 2006           | -    |                  |
| 07/10/2006 | Рим        | Італія             | 2 – 0                   | Україна           | Відбір до ЧЄ 2008 | -    | Вийшов на 60'    |
| 11/10/2006 | Київ       | Україна            | 2 – 0                   | Шотландія         | Відбір до ЧЄ 2008 | -    | Замінений на 76' |
| 07/02/2007 | Тель-Авів  | Ізраїль            | 1 – 1                   | Україна           | товариський матч  | 1    |                  |
| 24/03/2007 | Тофтір     | Фарерські острови  | 0 – 2                   | Україна           | Відбір до ЧЄ 2008 | -    |                  |
| 28/03/2007 | Одеса      | Україна            | 1 – 0                   | Литва             | Відбір до ЧЄ 2008 | -    | Замінений на 82' |
| 02/06/2007 | Сен-Дені   | Франція            | 2 – 0                   | Україна           | Відбір до ЧЄ 2008 | -    | Замінений на 65' |
| 22/08/2007 | Київ       | Україна            | 2 – 1                   | Узбекистан        | товариський матч  | -    | Замінений на 62' |
| 08/09/2007 | Тбілісі    | Грузія             | 1 – 1                   | Україна           | Відбір до ЧЄ 2008 | -    | Вийшов на 71'    |
| 12/09/2007 | Київ       | Україна            | 1 – 2                   | Італія            | Відбір до ЧЄ 2008 | -    | Замінений на 61' |
| 17/10/2007 | Київ       | Україна            | 5 – 0                   | Фарерські острови | Відбір до ЧЄ 2008 | 2    |                  |
| 24/05/2008 | Роттердам  | Нідерланди         | 3 – 0                   | Україна           | товариський матч  | -    | Вийшов на 46'    |
| 20/08/2008 | Львів      | Україна            | 1 – 0                   | Польща            | товариський матч  | -    | Вийшов на 63'    |
| 06/09/2008 | Львів      | Україна            | 1 – 0                   | Білорусь          | Відбір до ЧС 2010 | -    | Замінений на 46' |
| 10/02/2009 | Лімасол    | Словаччина         | 2 – 3                   | Україна           | товариський матч  | -    | Вийшов на 77'    |
| 11/02/2009 | Нікосія    | Україна            | 1 – 0                   | Сербія            | товариський матч  | -    | Замінений на 90' |
| 01/04/2009 | Лондон     | Англія             | 2 – 1                   | Україна           | Відбір до ЧС 2010 | -    | Вийшов на 88'    |
| 06/06/2009 | Загреб     | Хорватія           | 2 – 2                   | Україна           | Відбір до ЧС 2010 | -    | Вийшов на 76'    |
| 10/06/2009 | Київ       | Україна            | 2 – 1                   | Казахстан         | Відбір до ЧС 2010 | -    | Вийшов на 81'    |
| 12/08/2009 | Київ       | Україна            | 0 – 3                   | Туреччина         | товариський матч  | -    | Замінений на 46' |
| 10/08/2011 | Харків     | Україна            | 0 – 1                   | Швеція            | товариський матч  | -    | Замінений на 55' |
| 02/09/2011 | Харків     | Україна            | 2 – 3                   | Уругвай           | товариський матч  | -    | Вийшов на 79'    |
| 06/09/2011 | Прага      | Чехія              | 4 – 0                   | Україна           | товариський матч  | -    | Вийшов на 85'    |
| Усього     |            | Матчів             | 47                      |                   | Голів             | 7    |                  |

## Сім'я
Одружений, виховує двох дітей.